# Station Steinfeld im Drautal
Station Steinfeld im Drautal is een spoorwegstation aan de Drautalspoorlijn in de gemeente Steinfeld (Oostenrijk-Karinthië).